# Mizz Nina
Shazrina Azman, mer känd under sitt artistnamn Mizz Nina, född 1 juli 1980 i Kuala Lumpur, är en malaysisk sångerska.

## Karriär
Shazrina Azman började sin karriär år 1999 som medlem i gruppen Teh Tarik Crew. Hon släppte två album med gruppen, How's the Level? (2002) och What's Next? (2004). Efter att gruppen splittrats tog hon en paus i karriären.
År 2010 påbörjade hon en framgångsrik solokarriär och i juli samma år släppte hon sitt debutalbum What You Waiting For. Albumet innehåller 14 låtar och är blandat på både engelska och malajiska. Hennes mest kända låt är debutsingeln med samma titel som albumet, "What You Waiting For". Hon framför låten med den amerikanska sångaren Colby O'Donis. Den officiella musikvideon hade 3 600 000 visningar på Youtube i mars 2012.
Sommaren 2011 släppte hon singeln "Takeover" som hon framför tillsammans med den amerikanska sångaren Flo Rida. Den officiella musikvideon hade 600 000 visningar på Youtube i mars 2012. I början av 2012 släpptes även en akustisk version av låten.
År 2011 släppte hon även singeln "Get It" som hon framför tillsammans med Theo Martins och DJ Fuzz. Hon sjöng även på Dandees låt "Haters Jockin' Me" med Joe Flizzow.
År 2012 släppte hon en ny singel med titeln "With You".

## Privatliv
Shazrina Azman är gift med sångaren Noh Salleh. De gifte sig på hennes födelsedag den 1 juli 2011. Hennes far är Azman Hashim, en av de tio rikaste personerna i Malaysia.

## Diskografi

### Album
- 2010 - What You Waiting For

1. "Away With You"
2. "Yesteday"
3. "Pinda minda"
4. "What You Waiting For" (med Colby O'Donis)
5. "Kau tahu"
6. "Let Me See You Get It"
7. "One"
8. "Sometime" (med Dandee)
9. "Ping Pong" (med Mode)
10. "Never Leave You Behind"
11. "Love"
12. "Kurnia" (med Noah Salleh)
13. "Sri kandi" (med Mawar Berduri)
14. "Hope" (med Planet Asia)

### Singlar
- 2010 - "What You Waiting For"
- 2011 - "Get It"
- 2011 - "Takeover"
- 2012 - "With You"